# 床

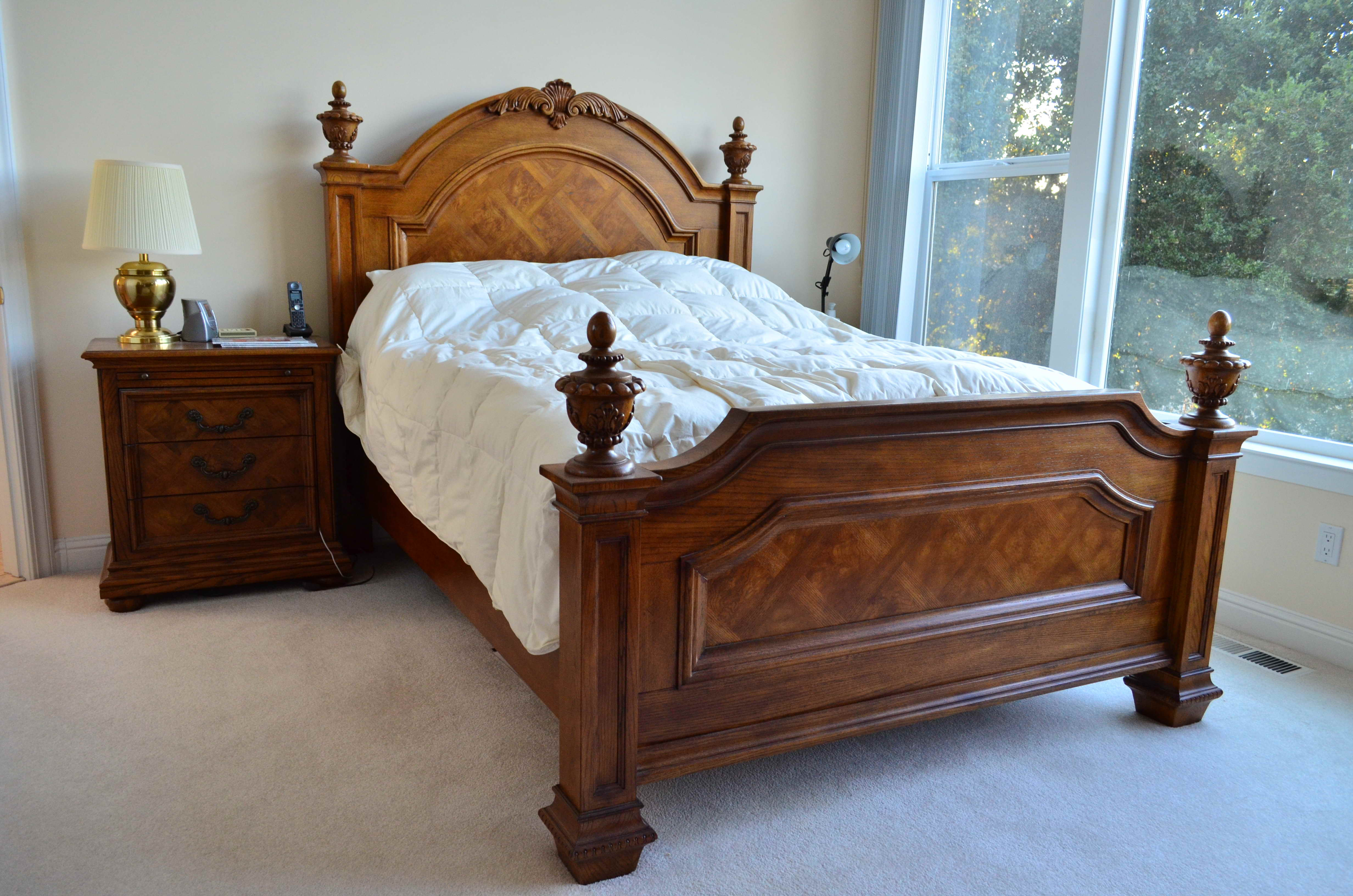
一張典型的睡牀

床，亦寫作牀、眠床，是供人躺在上面睡覺的家具。一般來說，床是平整的，不是曲的，因為凹凸不平的床很難令人舒適地睡覺。同時床亦被設計成可拆卸的，不是整塊的。因為床體積很大，方便搬運。同時床要經常清潔，保持衛生，防止昆蟲爬上而噬咬人類或是咬壞牀的結構受損而倒塌。

## 陈设
- 枕头

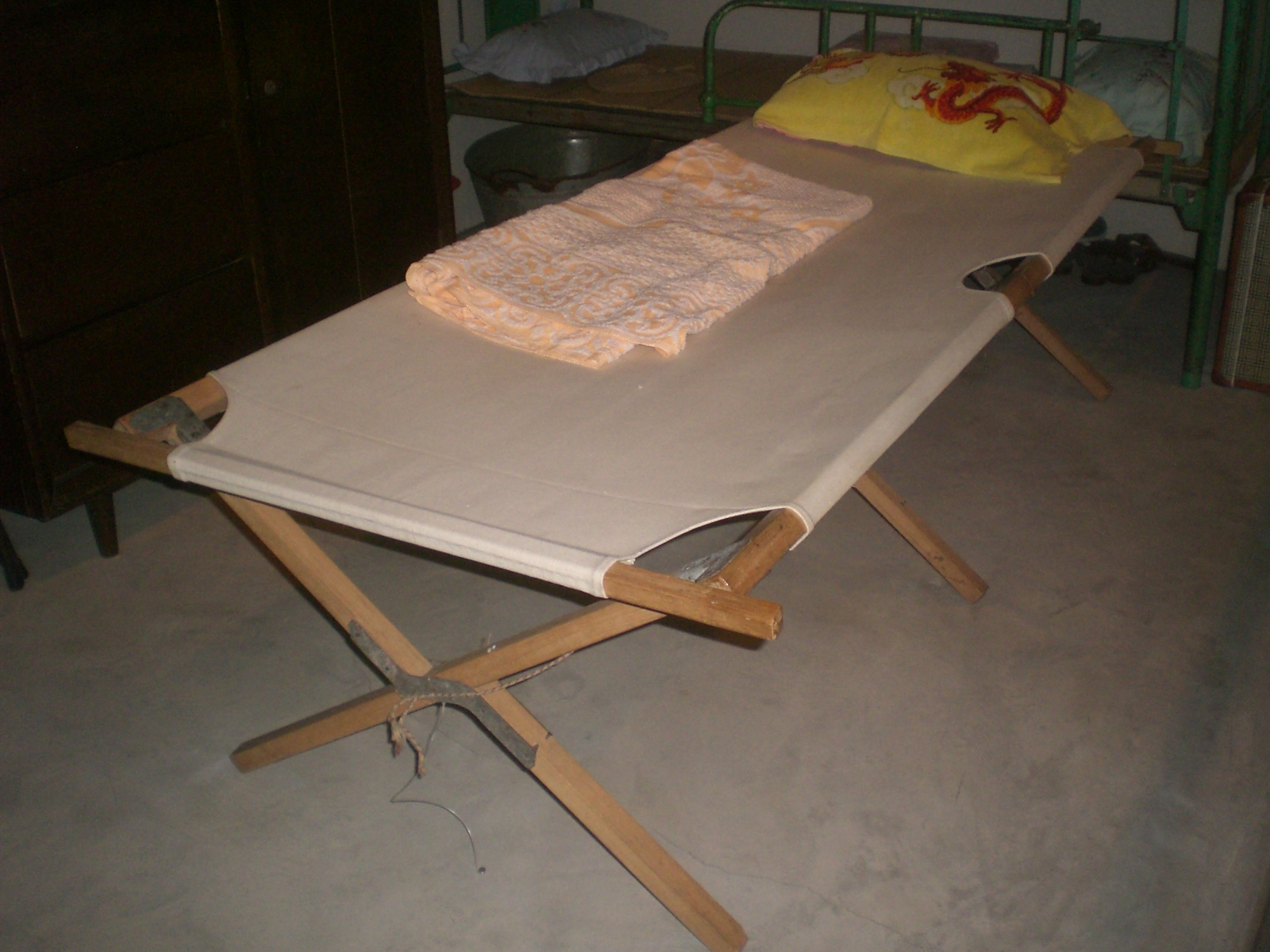
帆布床

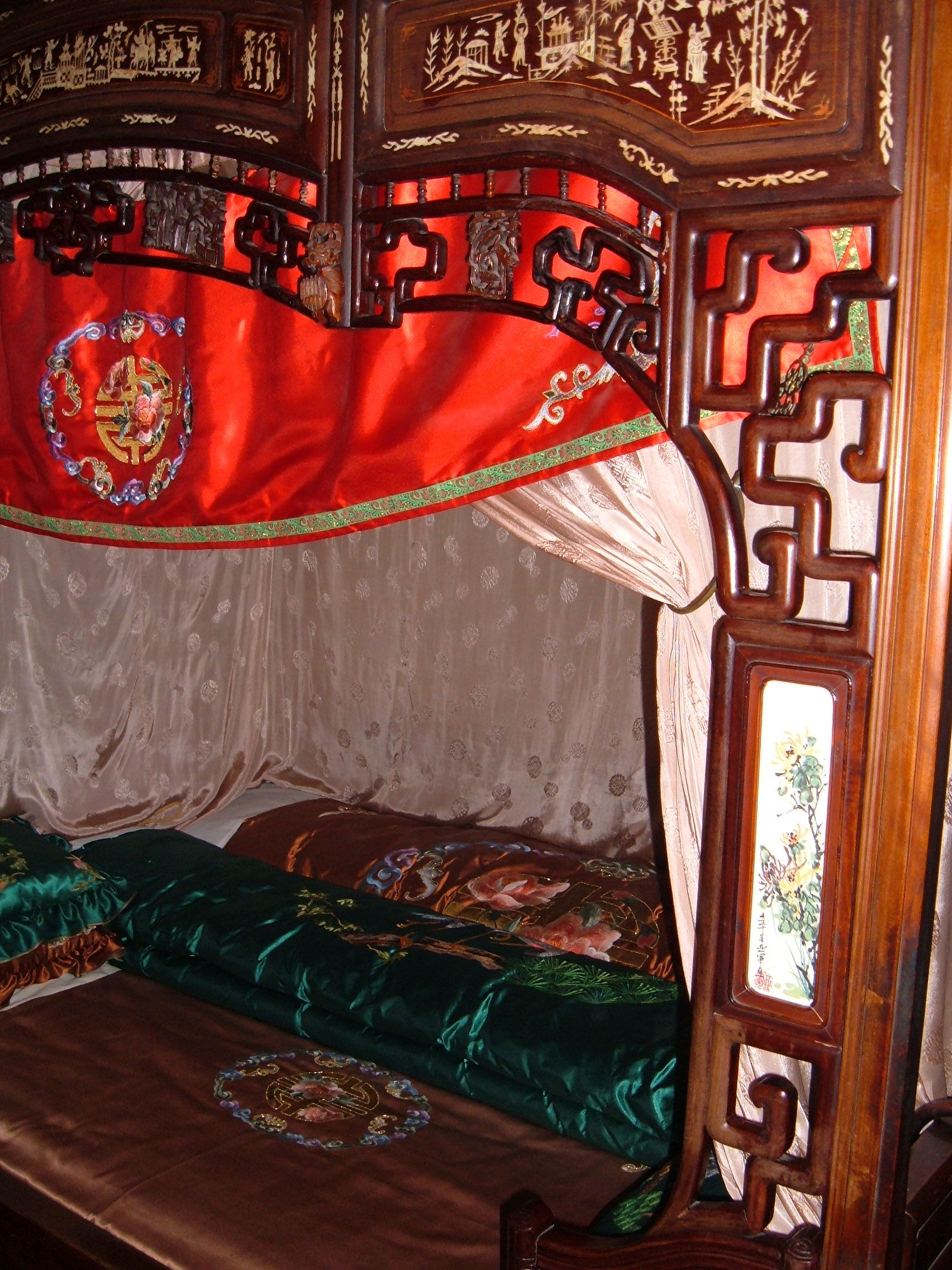
中式床

- 褥子：垫于床下面的纺织品，使人躺下后感觉舒适。
- 被子：当人睡眠后保持人的体温，一般用棉花制成。
- 帐：夏天是用于驱蚊，又称蚊帐。也可以遮挡阳光和隐私，使人安眠。
- 席：用竹或苇编织而成，铺于床上使人凉爽。
- 床头柜：床头或床边的小家具。一般带有抽屉。
- 床單：以棉紗織成平面布，依四方摺入床墊包圍，稱為床單。
- 床包：布疋做成床型四圍用鬆緊帶固定。
- 床罩：依床包方式，對外3向加上裙腳增加美觀。

## 分类

### 按大小
- 单人床：供一个人使用。
- 双人床：供两个人使用。家庭一般为夫妻；也常见于旅馆。
- 上下铺：香港又名碌架床，上下两层的床，为了节约居住空间而设计的。常见于宿舍、軍營、火车或轮船上和小型單位。
- 大铺：中國东北又称大炕，供十到十二人入睡。從前给苦力、僕人使用，现在已经少見。仅见于临时行军的军营或便宜的旅馆。

### 按材质
- 榻榻米：日本建筑卧室中一种地板，可在上面睡觉。
- 吊床：携带方便的一种床，形状类似渔网。可在户外使用，但不利于骨骼成长。因此不适合长期使用。
- 弹簧床
- 沙发床：一种两用的沙发，重新组装后可当临时的床使用。
- 充气床

### 按用途
- 睡袋：用于野外生存的一种工具，有较好的御寒能力。
- 火炕：中国东北地方农村为了御寒而制作的一种床。
- 布团：传统风格的日式床，在木质框架上使用床垫。布团也有较大的西式风格，可以折叠到一半就可以坐下。布团传统上是用棉制成的，但是在2000年代，许多布团都包括合成泡沫。
- 婴儿床
- 儿童床
- 喜床

## 文化
在古代，床不仅是休息的地方，也是一种简易的坐具，而且緊貼地面，如罗汉床、台床，或類似日本的榻榻米地板。《说文》中有“牀，安身之坐也”。
据《礼记》记载：曾子因床上簟子不符合制度，临死时要求将其换下才死去。可见在当时。床已经受到古人的重视。
床在古代有一种孤独萧索的意境。李商隐在《端居》“远书归梦两悠悠，只有空床敌素秋。”表达了一种意乡之情。
古希腊著名哲学家柏拉图曾经用床寓意他的思想：
|  | 第一种是自然中本有的，我想无妨说是神制造的，因为没有旁人制造它；第二种是木匠制造的；第三种是画家制造的。 |

在潮州话中，“床”是指桌子，睡床称为“铺”或眠床；在日文中，「床」大多数情况下指的是地板，亦有睡床之意。